# Crupilly
Crupilly település Franciaországban, Aisne megyében. Lakosainak száma 64 fő (2022. január 1.). Crupilly Chigny és Malzy községekkel határos.

## Népesség
A település népességének változása:
| Lakosok száma | 87   | 63   | 76   | 56   | 78   | 70   | 64   | 63   | 63   | 64   |
|               | 1968 | 1982 | 1990 | 2006 | 2013 | 2015 | 2017 | 2019 | 2020 | 2022 |